# 坂口りょう
坂口 りょう（さかぐち りょう、1989年6月3日 - ）は、日本の俳優である。神奈川県出身。身長173cm。血液型はO型。元ボックスコーポレーション所属。俳優集団NAKED BOYZの元メンバーである。

## 略歴
特技はサッカー（元横浜FCジュニアユース）。スカウトで芸能界入りし、2005年にテレビドラマ『1リットルの涙』でデビュー。
2010年、舞台『イナズマイレブン』で主演・円堂守役を務める。
2011年1月、NAKED BOYZに2期メンバーとして加入。同年4月より1年間、『おはコロっす!』内の特撮ドラマ『ハイパーヨーヨー バーニング』の主演・魂燃役を務める。
2013年のNAKED BOYZの本公演『佐川男子』で座長を、2014年の同作再演『佐川男子1&2』では主演を務めた。
2014年2月、ボックスコーポレーションからの離籍と、それに伴うNAKED BOYZの脱退を発表。所属事務所は「移籍ではなく、本人は今後新たな道に進む」と説明した。

## 出演

### テレビドラマ
- 1リットルの涙（2005年、フジテレビ）
- あぁ!セイシュンの原子力研究同好会〜原子力発電のしくみと構造〜（2008年、サイエンスチャンネル）修太院 役
- cafe吉祥寺で（2008年11月、テレビ東京）一ノ宮聡 役
- ごくせん 卒業スペシャル'09（2009年3月、日本テレビ）
- 勝利の女神〜love&4〜（2009年10月、チバテレビ）ケイタ 役
- エンゼルバンク〜転職代理人 第6話（2010年2月25日、テレビ朝日）
- ハイパーヨーヨー バーニング（2011年4月 - 2012年3月、テレビ東京）主演・魂燃 役
- 星☆マーケティング社（2012年2月 - 、BS朝日）アベ 役
- ホラー アクシデンタル（2013年2月、フジテレビ） あいの彼氏 役

### 映画
- タクミくんシリーズ そして春風にささやいて（2007年）片倉利久 役[12]
- ごくせん THE MOVIE（2009年）3年D組生徒 役
- 高校デビュー（2011年）

### 舞台
- @HEAVEN 〜305号室の境界線〜 （2010年7月、千本桜ホール）主演
- イナズマイレブン（2010年9月、シアターGロッソ）主演・円堂守 役
- BADMAN（2011年7月、新宿FACE）
- ゴジラ（2011年9月 - 10月、シアターモリエール）レポーター 役
- 悲しき天使（2011年2月、シアターグリーン）
- LABYRINTH ラビリンス（2012年6月、シアターグリーン）フィリップ 役
- 喫茶ポギー（2012年10月、しもきた空間リバティ）
- 国家〜偽伝、桓武と最澄とその時代〜（2013年3月、新国立劇場小劇場）
- 佐川男子（2013年5月、築地ブディストホール）坂部進 役
- イキザマ2（2013年9月、SPACE107）
- オカマーズ9（2013年10月、神保町花月） - ケン 役
- 佐川男子1&2（2014年1月、築地ブディストホール）主演・坂部進 役

### インターネット・配信

#### ドラマ
- ブリザード（2011年、BeeTV）西村透 役

#### バラエティ
- 美男子界（2012年4月 - 2013年6月、NOTTV）レギュラー[5]

### CM
- 日本マクドナルド「夏のドラマチックチキン・ドラマチックな二人」篇（2009年）

### ミュージックビデオ
- Peach Jam「手紙」（2008年）